# Gitte Sunesen
Gitte Jensby Sunesen Vilhelmsen født Jensby Sunesen (født 11. december 1971 i Hammel) er en dansk håndboldspiller, der deltog i og vandt OL i 1996 i Atlanta. Sunesen blev verdensmester i håndbold i 1997 i Tyskland. Hun spillede hele karrieren i GOG, hvor hun vandt det danske mesterskab 3 gange og den danske pokalturneringen 2 gange.
Hun missede OL i 2000 med en knæskade, hun pådrog sig en måned inden turneringen i en træningskamp mod Norge.
Hun indstillede karrieren i 2003 på grund af knæskader.
I 2015 startede hun som målmandstræner i Odense Håndbold.

## Efter håndboldkarrieren
Sunesen har arbejdet som folkeskolelærer. Hun er gift med tidligere håndboldspiller Keld Vilhelmsen, og deres søn Lasse Vilhelmsen er også håndboldspiller.

## OL-medaljer
- Guld: OL i 1996  USA Atlanta